# Valea Hogei, Bacău
Valea Hogei este un sat în comuna Lipova din județul Bacău, Moldova, România.

## Personalități locale
- Gheorghe Vrănceanu (1900 - 1979), matematician.